# Mathieu Crickboom

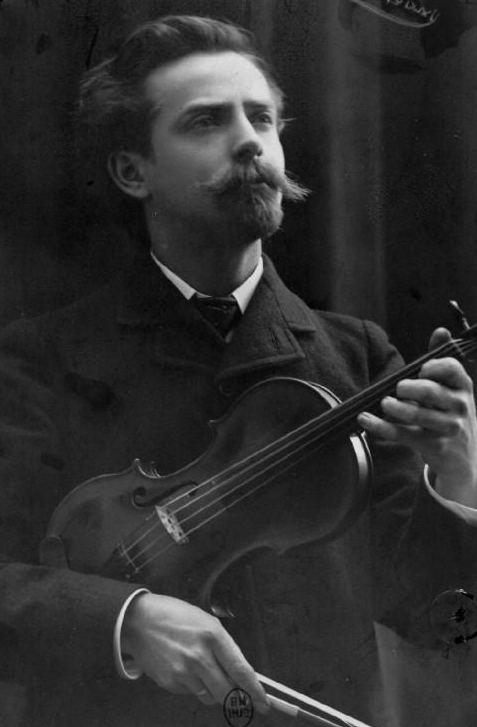
Mathieu Crickboom (1905)

Mathieu Crickboom (* 2. März 1871 in Verviers (Hodimont); † 30. Oktober 1947 in Brüssel) war ein belgischer Violinist, Violinpädagoge und Komponist.

## Leben und Wirken
Mathieu Crickboom, Sohn eines Textilarbeiters, erhielt ersten Unterricht im Violin- und Klavierspiel am Konservatorium Verviers, wo er mit Guillaume Lekeu eine lebenslange Freundschaft schloss. Ab 1887 studierte er bei Eugène Ysaÿe am Brüsseler Konservatorium. Dieser widmete ihm seine 5. Sonate für Solovioline; Ernest Chausson schrieb sein Streichquartett für ihn. Crickboom war zweiter Geiger im Quatuor Ysaÿe,  außerdem gründete er in Brüssel das Quatuor Crickboom.
Ab 1896 wirkte er für acht Jahre in Barcelona, Crickboom leitete dort eine Violinklasse am Konservatorium und war Konzertmeister der „Philharmonischen Gesellschaft“. Er begegnete in Barcelona Pablo Casals und Enrique Granados, mit denen er zahlreiche Triokonzerte gab. Im ersten Jahr in Katalonien führte er sein belgisches Quartett weiter. Nach dem Weggang zweier Mitglieder setzte er unter gleichem Namen, aber mit lokalen Musikern diese kammermusikalische Aktivität fort, so erfolgte im Jahre 1897 die Gründung des neuen Quatuor Crickboom mit Pablo Casals als Cellisten, Josep Rocabruna (2. Violine) und Rafael Gálvez (Bratsche). Während seiner Zeit in Spanien unternahm Crickboom mehrere Konzertreisen, die ihn nach Russland, Deutschland, Italien, die Schweiz und in die Niederlande führten.
In seine Heimat Belgien kehrte er 1904 zurück, um eine Professur am Lütticher Konservatorium zu übernehmen. Von 1919 bis zu seiner Pensionierung 1936 lehrte er am Brüsseler Konservatorium. Hierher kehrte er in der Zeit von 1940 bis 1944 zurück, um den in dieser Zeit nach London emigrierten Maurice Raskin zu vertreten.
Sein Verdienst als Herausgeber besteht in den umfangreichen Neuauflagen der großen Violinliteratur, die er dem Zeitgeist entsprechend phrasierte und mit Fingersätzen versah. Sein Hauptwerk war die Methode zum Erlernen des Violinspiels, mit parallel verlaufenden Technik-Etüden, Duos und Liedstücken, die sich dem jeweiligen Fortschritt des Lernenden anpassten, eine Aufgabe, mit der er die Violinschule von Charles-Auguste de Bériot vervollständigen und ergänzen wollte. Viele der Etüden und Duos entlieh er bedeutenden Geigenlehrern und Komponisten des 19. Jahrhunderts. Er stelle eine zwölfbändige Etüdensammlung zusammen, die unter dem Titel Les Maitres du Violon erschien.
Zu den wenigen bekannten Kompositionen Crickbooms zählt die Sonate op. 11 für Violine und Klavier. Sie wurde am 15. April 1896 durch Eugène und dessen Bruder Théo Ysaÿe uraufgeführt.